# Чемпионат мира по стрельбе по движущейся мишени 1969
Чемпионат мира по стрельбе по движущейся мишени прошёл в 1969 году в Сандвикене (Норвегия).

## Общий медальный зачёт
| Место | Страна | Золото | Серебро | Бронза | Всего |
| ----- | ------ | ------ | ------- | ------ | ----- |
| 1     | СССР   | 1      | 1       | 0      | 2     |
| 2     | Швеция | 1      | 0       | 1      | 2     |
| 3     | США    | 0      | 1       | 1      | 2     |

## Медалисты
| Дисциплина     | Золото                   | Золото | Серебро                  | Серебро | Бронза              | Бронза |
| -------------- | ------------------------ | ------ | ------------------------ | ------- | ------------------- | ------ |
| 50 м           | Мартин Нордфорс (Швеция) | 252    | Валерий Постоянов (СССР) | 250     | Джон Кингетер (США) | 163    |
| 50 м (команды) | СССР                     | 654    | США                      | 638     | Швеция              | 632    |